# Andamanspökuggla
Andamanspökuggla (Ninox affinis) är en fågel i familjen ugglor inom ordningen ugglefåglar. Den förekommer endast i ögruppen Andamanerna i Bengaliska viken.

## Utseende och läte
Andamanspökuggla är en liten (21–28 cm) spökuggla med grått huvud och ansikte, vita borst runt den gulaktiga näbben, rostfärgad längsstreckning på vit undersida och brunbeige anstrykning på skapularernas ytterfan. Liknande brun spökuggla (N. scutulata) är större, med sträckad hjässa och vita ytterfan på skapularerna. Lätet är ett ihåligt och gutturalt kväkande "crauwu", helt skilt från bruna spökugglans mjuka och flöjtlika, tvåstaviga vissling.

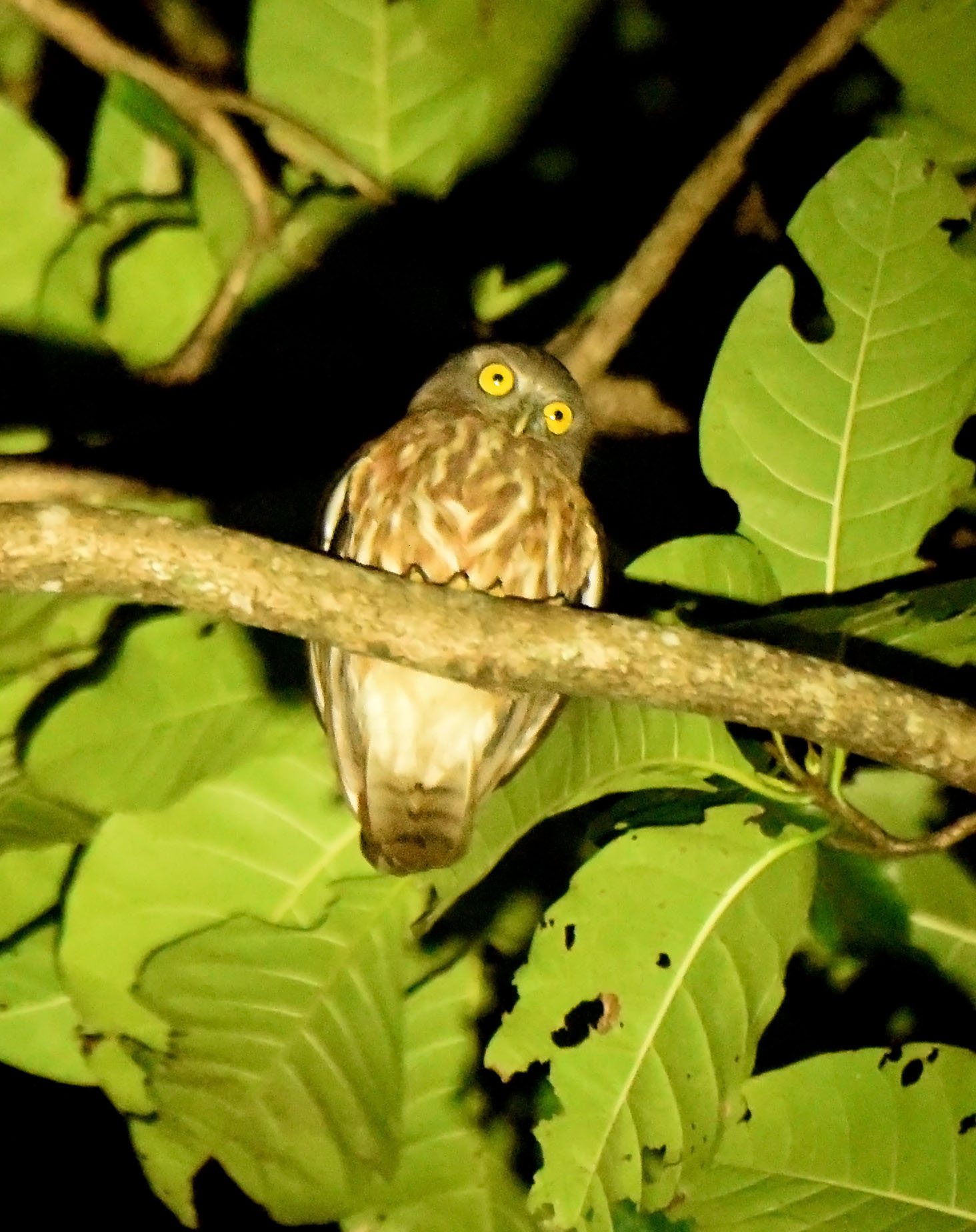

## Utbredning och systematik
Fågeln förekommer endast i den indiska ögruppen Andamanerna, från North Andaman söderut till Little Andaman. Den behandlas som monotypisk, det vill säga att den inte delas in i några underarter. Tidigare inkluderades även taxonen isolata och rexpimenti förekommande i närbelägna Nikobarerna, men dessa förs nu till brun spökuggla (N. scutulata).

## Levnadssätt
Fågeln hittas i låglänt fuktskog, men även i lågväxt ungskog och mangrove. Den har också rapporterats från bosättningar, gummiplantage och röjda områden där den setts fånga insekter i skymningen.

## Status och hot
Andamanspökugglan har ett litet utbredningsområde och en liten världspopulation som understiger 10 000 häckande individer. Den tros också minska i antal, dock inte tillräckligt kraftigt för att den ska betraktas som hotad. Internationella naturvårdsunionen IUCN kategoriserar den därför som livskraftig.